# Motorsport i Liechtenstein
Liechtenstein är inget stort land vare sig till ytan eller i motorsportsammanhang.

## Verksamhet
Eftersom Liechtenstein är en mikrostat finns det ingen plats för organiserad racing i landet, och eftersom landet till stor del påverkas av grannen Schweiz, där motorsport var förbjudet mellan 1955 och 2007. Den enda kontakten med internationell motorsport landet haft var att den rike Rikky von Opel, barnbarnsbarn till Opels grundare, körde tio deltävlingar i Formel 1 under säsongerna 1973 och 1974, samt missade att kvala in till ytterligare tre, samt missade en start.